# Martí Barrera i Maresma
Martí Barrera i Maresma (la Bisbal d'Empordà, el Baix Empordà, 29 de maig de 1889 - Barcelona, 26 d'abril de 1972) va ser un polític i sindicalista català, membre d'Esquerra Republicana de Catalunya. Pare del president del Parlament Heribert Barrera i Costa.

## Biografia
De jove se n'anà a Palafrugell (el Baix Empordà) per ser aprenent de fideuer, i allí contactà amb el Cercle Obrer i esdevingué secretari de les joventuts de la Unió Federal Nacionalista Republicana. El 1912 s'instal·là a Barcelona, on ingressà a la CNT. Va col·laborar sovint amb Salvador Seguí, per exemple col·laborant el 1916 al comitè de l'Assemblea de València de 1916, de la qual fou tresorer. També fou secretari de Solidaridad Obrera, dirigida per Ángel Pestaña. Defensà un sindicalisme fort i independent, i clarament catalanista. De novembre de 1920 a abril de 1922 fou empresonat a la Mola de Maó amb Lluís Companys, Salvador Seguí i d'altres.
Arran de la mort de Salvador Seguí en 1923 ingressà en la maçoneria i s'allunyà de la CNT, tot i que va fer de pont entre aquesta i Estat Català, a través d'Artemi Aiguader i Miró. En 1930 era un dels signants del Manifest d'intel·ligència republicana.
En 1931 ingressà a Esquerra Republicana de Catalunya, de la que en fou secretari general el 1933-1934 i el 1937-1938. La seva activitat política fou molt intensa durant la Segona República Espanyola. El 1932 fou escollit diputat al Parlament de Catalunya. Ocupà el càrrec de Conseller de Treball i Obres Públiques de la Generalitat de Catalunya el 1933, el 1934 i el 1936. També fou elegit diputat al Congrés dels Diputats l'any 1936.
Just després de l'esclat de la Guerra Civil es va crear a proposta seva el Consell d'Economia l'11 d'agost de 1936. Com a president de la Comissió de Responsabilitats Polítiques va destacar per la justícia amb què va defensar els drets i les normes jurídiques, rebutjant el fanatisme llavors imperant.
Després de la guerra es va instal·lar a Montpeller, on el 1941 hi va dirigir La Humanitat i el 1945 fou nomenat membre del Consell Assessor de la Presidència de la Generalitat. El 1941 la seva dona Purificació Costa i Lloret i les seves dues filles varen poder tornar a Barcelona. Ell va tornar a Barcelona el 1950, i aviat fou represaliat pel Tribunal Especial de Repressió de la Maçoneria i del Comunisme, que el 1953 el va condemnar a 12 anys de presó, encara que finalment es quedà en arrest domiciliari, va rebre també commutacions. Va representar ERC en el Consell de Forces Democràtiques de Catalunya.